# 검은팥
검은팥(영어: black adzuki bean)은 껍질 색이 검은 팥이다. 검정팥, 흑두(黑豆), 흑소두(黑小豆)로도 부른다. 1466년(세조 12년)에 간행된 《구급방언해》에는 "거믄"으로 기록되어 있다.
붉은 팥보다 껍질이 얇아 벗기기 쉬운 검은팥을 거피팥으로 부르기도 한다. 거피한 팥은 흰색으로, 떡고물이나 개피떡 등에 들어가는 팥소를 만들 때 쓴다.

## 비슷한 콩
일본 오키나와에서 생산하는 흑소두(일본어: 黒小豆 쿠로아즈키[*])는 검은팥이 아니라 검은 동부다.